# Crise politico-militaire en Côte d'Ivoire
Vous lisez un « bon article » labellisé en 2007.
Guerre civile de Côte d’Ivoire

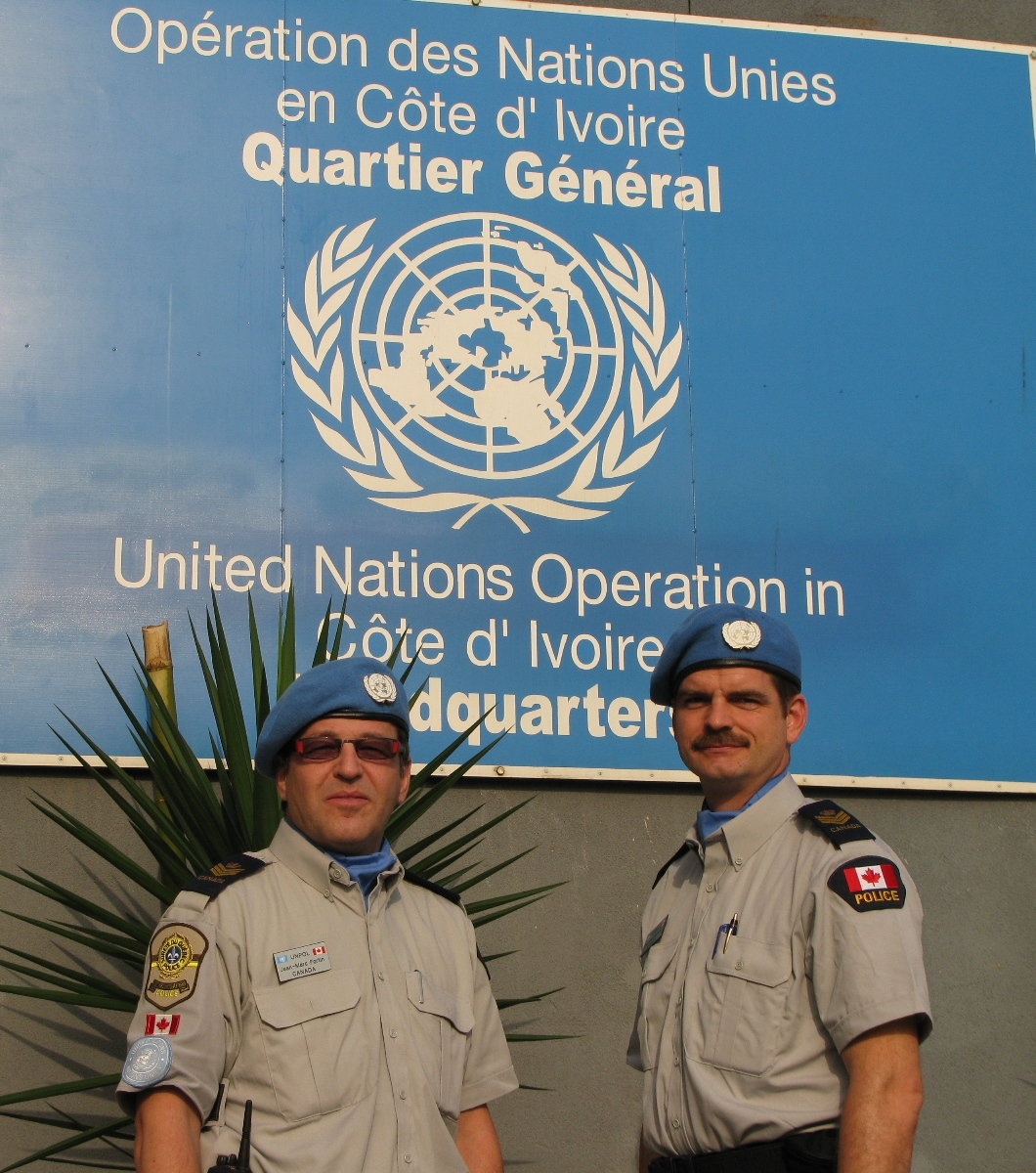
Quartier général de l'opération des Nations Unies en Côte d'Ivoire (ONUCI).

La crise politico-militaire en Côte d'Ivoire ou guerre civile ivoirienne commence le 19 septembre 2002, lorsque des soldats rebelles dont certains seraient venus du Burkina Faso tentent de prendre le contrôle des villes d'Abidjan, Bouaké et Korhogo. Ils échouent dans leur tentative de prendre Abidjan mais parviennent à occuper les deux autres villes, respectivement dans le centre et le Nord du pays.
La rébellion qui prendra plus tard le nom de « Forces nouvelles » occupe progressivement la moitié nord du pays, le coupant ainsi en deux zones géographiques distinctes : le sud tenu par les Forces armées de Côte d'Ivoire fidèle au Président Laurent Gbagbo (FANCI) et le nord tenu par les Forces armées des Forces nouvelles (FAFN).
Un début de solution se profile le 24 janvier 2003 avec la signature des accords de Linas-Marcoussis. Cependant, une brusque crispation en novembre 2004 remet en cause toutes les avancées obtenues. Une promesse de règlement final se dessine enfin avec la signature de l’accord politique de Ouagadougou le 4 mars 2007, avant d'être remis en cause à l'occasion de l'élection présidentielle ivoirienne de 2010 et de la crise politique qui en résulte.  Cette situation se résout à la suite de la victoire militaire des Forces républicaines de Côte d'Ivoire lors de la guerre ivoirienne de 2010-2011.

## Forces en présence
Trois grandes composantes armées sont en présence sur le territoire ivoirien :
- Les forces de l'État de Côte d'Ivoire :
  - les Forces armées nationales de Côte d'Ivoire (FANCI) qui sont les forces officielles, également appelées loyalistes, constituées et équipées pour l'essentiel depuis l'indépendance du pays en 1960,
  - l'État bénéficie de l'appui des Jeunes patriotes, groupe nationaliste. Issu, comme Guillaume Soro, de la Fédération estudiantine et scolaire de Côte d'Ivoire (FESCI), Charles Blé Goudé, le chef des « Jeunes patriotes » est acquis à la politique du président Laurent Gbagbo ;
- Les forces rebelles :
  - les Forces armées des forces nouvelles (FAFN), qui sont les forces de la rébellion, tiennent 60 % du pays, avec environ 7 000 hommes armés[10] (chiffre variable, en fonction des va-et-vient d'une partie de ces hommes avec le Liberia) constituées et équipées pour l'essentiel depuis le début de la crise en 2002. Le mouvement rebelle a pu émerger et prendre autant d'importance avec le climat politique insoutenable qui suit l'élection contestée de Gbagbo en 2000, notamment à cause du concept d'ivoirité et des tentations xénophobes qui exclut tout un panel de la population de la vie politique. Ainsi, le mouvement rebelle est concentré dans le Nord et vers les frontières du pays, là où l'on retrouve une grande part d'étrangers. Le mouvement rebelle est aussi apparu en contestation d'abus et de discriminations menés par la police et les gendarmes,
  - elles sont renforcées par des supplétifs ivoiriens dont de nombreux chasseurs traditionnels (Dozo) ;
- Les forces de maintien de la paix :
  - les forces de l'Opération des Nations unies en Côte d'Ivoire (ONUCI),
  - les forces françaises : le 43e BIMa et les troupes envoyées dans le cadre de l'opération Licorne et sous mandat de l'ONU (Opération des Nations unies en Côte d'Ivoire), soit 3 000 hommes en février 2003 et 4 600 en novembre 2004[11],
  - les soldats de la CEDEAO, les Casques blancs, eux aussi sous mandat de l'ONU.

## Origine du conflit

### Le règne de Félix Houphouët-Boigny
Sous la présidence de Félix Houphouët-Boigny (de 1960 jusqu'à sa mort en 1993), la Côte d'Ivoire est un pays très bien intégré dans le commerce mondial. Les principales recettes de l'État viennent de l'exportation de matières premières produites dans la zone forestière, notamment le cacao (dont la Côte d'Ivoire est le premier producteur mondial), le café et le coton mais également le gaz naturel.
Ce commerce extérieur a permis au pays de se développer et aux citoyens d'avoir un bon niveau de vie. Ce « paradis » économique et social, dans une Afrique pauvre, attire de nombreux immigrants des pays voisins. C'est ainsi que, notamment, les Burkinabès et Guinéens furent nombreux à s'établir dans la zone forestière au sud du pays. D'abord comme ouvriers sur les chantiers forestiers, dans les usines et villes de la côte, dans les plantations industrielles et individuelles, ils sont devenus par la suite producteurs agricoles pour certains.
Vers la fin du règne d'Houphouët-Boigny, dans les années 1990, la Côte d'Ivoire connut des soubresauts liés à la transition du régime de parti unique à un régime multipartisan. À sa mort, le pays entra dans une crise multiforme. Ses successeurs ne surent faire face ni aux difficultés économiques dues pour une grande part à la dégradation des termes de l'échange entre pays du tiers monde et pays développés, ni aux difficultés politiques.

### Le concept d'ivoirité et son application politique
Le 8 décembre 1994, une révision du Code électoral impose aux candidats à la présidence de prouver leur ascendance ivoirienne, garante de leur citoyenneté, alors que pendant la période Houphouët-Boigny, les cartes d’identité avaient été largement distribuées à la majorité des étrangers vivant sur le territoire national dans un but électoraliste.
Le 26 août 1995, Henri Konan Bédié, alors président depuis la mort d'Houphouët-Boigny, réintroduit le concept d'ivoirité. Selon lui, ce concept permet à la Côte d'Ivoire de mieux préserver son identité. Cela lui permet également d'évincer son principal rival, Alassane Ouattara originaire du Nord du pays. Mais le fait d'avoir poursuivi ses études au Burkina Faso et d'avoir été envoyé occuper de hautes fonctions sous la houlette burkinabé ont permis son rejet.

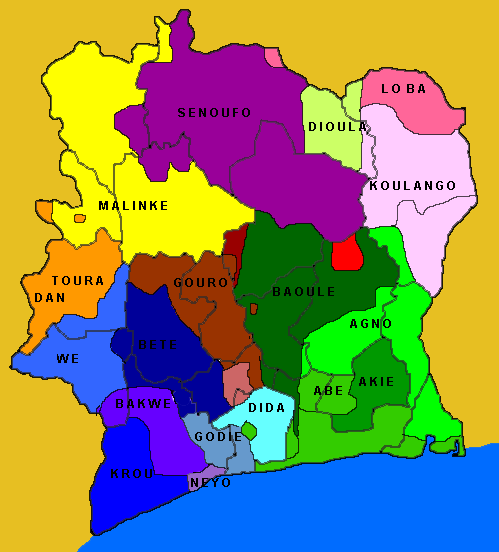
Groupes ethniques de Côte d'Ivoire.

Ce rejet d'Alassane Ouattara s'appuyait sur le rejet ancien du dioula, l'homme du Nord pour les Ivoiriens de la côte et du centre. À une différence ethnique s'ajoute en effet une différence de religion : les Ivoiriens du Nord, majoritairement musulmans, sont soupçonnés de ne pas être Ivoiriens et sont donc rejetés par les Ivoiriens du Sud, majoritairement chrétiens. Les populations du Nord et du centre, notamment les Malinkés, ont des patronymes identiques à ceux des immigrés de même ethnie provenant des pays voisins. Ceux qui sont dans cette situation subissent toutes sortes d'injustices. Certains voient leurs pièces d'identité détruites par les forces de l'ordre. Ils n'obtiennent plus de carte d'identité, de passeport et ne peuvent ni avoir de certificat de nationalité ni voter. Bien que certains Ivoiriens du Sud (notamment les Akans) possèdent aussi des patronymes identiques à certains peuples immigrés (Ghana, Togo et Liberia), ils ne subissent pas le même traitement.
L'apparition du concept d'ivoirité s'explique essentiellement par la crise économique que connaît la Côte d'Ivoire depuis le milieu des années 1980. En effet, cette réaction xénophobe est apparue lorsque l'économie de ce pays a cessé de générer massivement des emplois. Cette situation n'a pas sensiblement réduit les flux migratoires provenant des pays musulmans pauvres et surpeuplés du Sahel. Le but de l'ivoirité semble être avant tout d'empêcher les populations étrangères, qui peuvent rentrer dans ce pays sans visa, de participer à la compétition pour le pouvoir politique et d'accéder aux emplois de la fonction publique. En effet, les étrangers représentaient 26 % de la population en 1998.
Le 22 octobre 1995, contre un seul candidat (les autres candidats sont refusés par la Cour suprême ou ont boycotté l'élection), Henri Konan Bédié est élu président de la Côte d'Ivoire avec 96,44 % des voix. Fort de ce succès, il effectue en 1998 une réforme de la propriété foncière avec l'appui de tous les partis politiques, y compris celui d'Alassane Ouattara. Avec cette réforme, seuls les Ivoiriens de souche peuvent détenir des terres.

### Coup d'État militaire
Le 24 décembre 1999, à la suite d'une mutinerie qui se transforme en coup d'État, Henri Konan Bédié est renversé par l'armée. Le concept d'ivoirité disparaît mais la tentation xénophobe persiste.
Le général Robert Guéï est placé au pouvoir jusqu'à la tenue de nouvelles élections, l'ivoirité reste utilisée dans la politique du pays pour limiter la vie sociale des « Ivoiriens d'origine douteuse ». C'est dans ces conditions que le 23 juillet 2000, une nouvelle Constitution est adoptée par référendum, tous les partis politiques ayant appelé à voter pour. Elle précise que seuls les Ivoiriens nés de parents ivoiriens peuvent se présenter à une élection présidentielle. Le débat se focalise notamment sur la mention et de l'article 35 (« Le candidat à l'élection présidentielle […] doit être ivoirien d'origine, né de père et de mère eux-mêmes ivoiriens d'origine ») supposée viser Alassane Ouattara qui déclare pourtant pouvoir être candidat que la conjonction retenue soit et ou ou. Une vaste « campagne d'identification », destinée à définir la véritable citoyenneté des Ivoiriens, est entamée.

### Dégradation du climat politique
Après quatre années de dictature, le coup d'État du général Robert Guéï est légitimé par la reconnaissance du Front populaire ivoirien (FPI) de Laurent Gbagbo et le Rassemblement des républicains (RDR) d'Alassane Ouattara. L'échec de plusieurs tentatives de coup d’État oblige les partisans d'Alassane Ouattara au sein de l'armée à fuir au Burkina Faso.
Les six candidats présentés par le Parti démocratique de Côte d'Ivoire (PDCI), dont Henri Konan Bédié, à l'élection présidentielle du 22 octobre 2000, sont éliminés par la Cour suprême. Il en est de même pour le candidat du RDR, Alassane Ouattara, jugé non-Ivoirien. Au total, quatorze des dix-neuf candidatures à l'élection présidentielle présentées par des partis sont rejetées par la Cour suprême. Le décompte des bulletins de vote place Robert Gueï en seconde position derrière Laurent Gbagbo le 22 octobre ; il s'autoproclame néanmoins président de la République ce qui déclenche d'importantes manifestations de la population, bientôt suivie par la gendarmerie. Les affrontements opposent la garde prétorienne du général Gueï à la population. Les premiers sont rapidement vaincus mais les affrontements se prolongent entre partisans de Ouattara et partisans de Laurent Gbagbo. Le 26 octobre, Laurent Gbagbo est proclamé président sur décision de la Commission électorale. Le 27 octobre, un charnier de 57 corps est découvert à Yopougon qui va longtemps hanter les mémoires. Le bilan officiel des violences de la fin de l'année 2000 est de 303 morts, 65 disparus et 1 546 blessés.
Les élections municipales de mars 2001 se traduisent par une victoire relative pour le RDR et une victoire incontestable de la démocratie ; pour la première fois de son histoire, la Côte d'Ivoire assiste à une défaite électorale du parti au pouvoir.

## Le conflit militaire (septembre 2002-2007)

### La rébellion

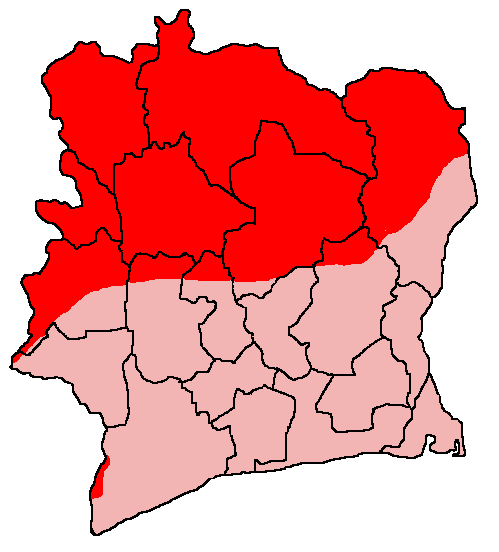
La Côte d'Ivoire partagée : en rouge les territoires contrôlés par les rebelles, en mai 2005.

Une tentative de coup d'État a lieu le 19 septembre 2002 de manière simultanée à Abidjan (principale ville du pays et siège du gouvernement), Bouaké (centre) et Korhogo. Pendant ce putsch, diverses tentatives d'assassinat ont lieu contre des personnalités politiques : Moïse Lida Kouassi, ministre de la Défense. Le ministre de l'Intérieur Émile Boga Doudou, Robert Guéï, ex-chef de l'État (1999-2000), et leurs gardes du corps sont assassinés. La responsabilité de cet assassinat et tentatives seraient dues au gouvernement, selon le rapport Leliel (rapport de l'ONU, voir lien en fin d'article). Les putschistes sont repoussés et se replient à Bouaké. Des combats ont lieu entre rebelles et forces gouvernementales et Bouaké notamment passe de mains en mains ; des exécutions sommaires se multiplient, de chaque côté. Lors de ce coup d'État, Laurent Gbagbo était en voyage diplomatique en Italie.

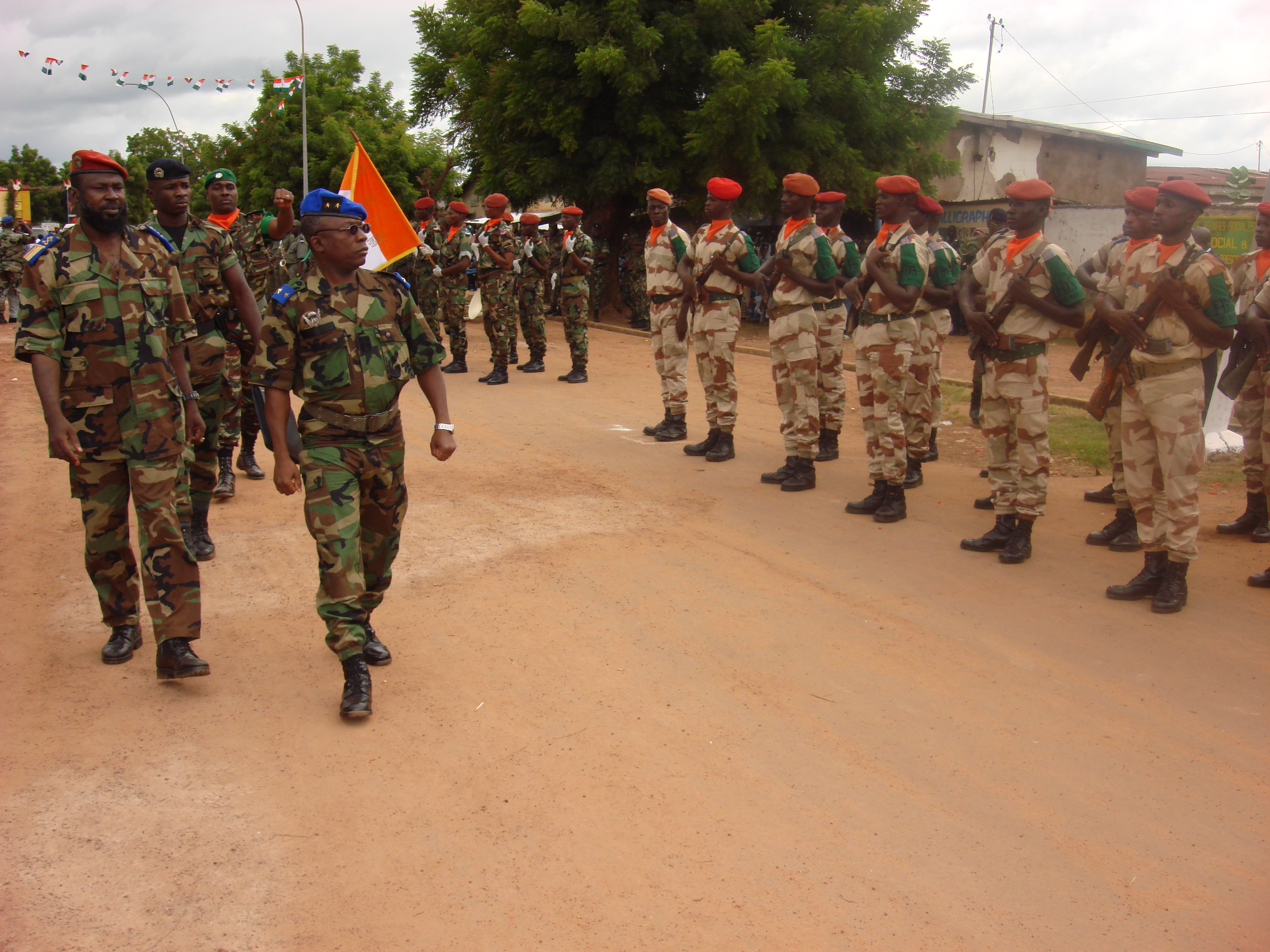
Le général Bakayoko, chef d'État-Major des Forces nouvelles de Côte d'Ivoire passant en revue ses troupes à Odienné.

Des bombardements des hélicoptères de l'armée loyaliste font plusieurs morts dans les populations civiles en novembre et décembre 2002, notamment dans le village de Pelezi à l'ouest. Dans la même période, un charnier de plusieurs dizaines de corps a été découvert aussi à Monoko-Zohi (près de Daloa) après le passage des forces loyalistes.
Ce coup d'État avorté à Abidjan n'est pas le signe d'une crise tribale (avec sécession) mais celui d'une crise de transition de la dictature de la période Houphouët-Boigny vers la démocratie avec les heurts inhérents à la définition de la citoyenneté. Certains des rebelles sont des soldats qui ont été exclus de l'armée ivoirienne à l'époque de Gueï et qui se sont entraînés au camp de Pô au Burkina Faso ainsi qu'au Mali. Équipés d'armes neuves, appuyés par des combattants provenant de plusieurs pays de la région et disposant d'une importante manne financière d'origine inconnue, ils se replient sur Bouaké et tentent dans un premier temps de se faire passer pour des soldats mutinés. Devant le succès de leur opération, les populations du Nord soutiennent leur rébellion. Leur principale revendication est le départ de Laurent Gbagbo, l'obtention de la nationalité ivoirienne à tous les habitants du pays, le droit de vote et leur représentation à Abidjan. Le concept d'ivoirité et tout ce qui en découle est directement mis en cause par les rebelles. Ils s'allieront néanmoins avec les partisans de l'ivoirité : Bédié et les héritiers de Gueï.
Un cessez-le-feu est signé en octobre 2002 mais il est aussitôt violé. L'Ouest de la Côte d'Ivoire est envahi début décembre 2002 à partir du Liberia par deux nouveaux mouvements rebelles (le MPIGO et le MJP). Ces nouveaux rebelles sont constitués principalement de troupes libériennes commandées par des éléments de la rébellion du MPCI (Kass, Adam's) et des militaires partisans de Gueï.
Parmi les principaux dirigeants des rebelles, Guillaume Soro, chef de file du Mouvement patriotique de Côte d'Ivoire (MPCI), parti principal des rebelles, est issu du syndicat étudiant proche du FPI de Gbagbo mais a aussi été colistier d'une candidate RDR aux élections législatives de 2000, Mme Henriette Diabaté. Louis-André Dacoury-Tabley a également été un des dirigeants du FPI.

### Intervention de la France

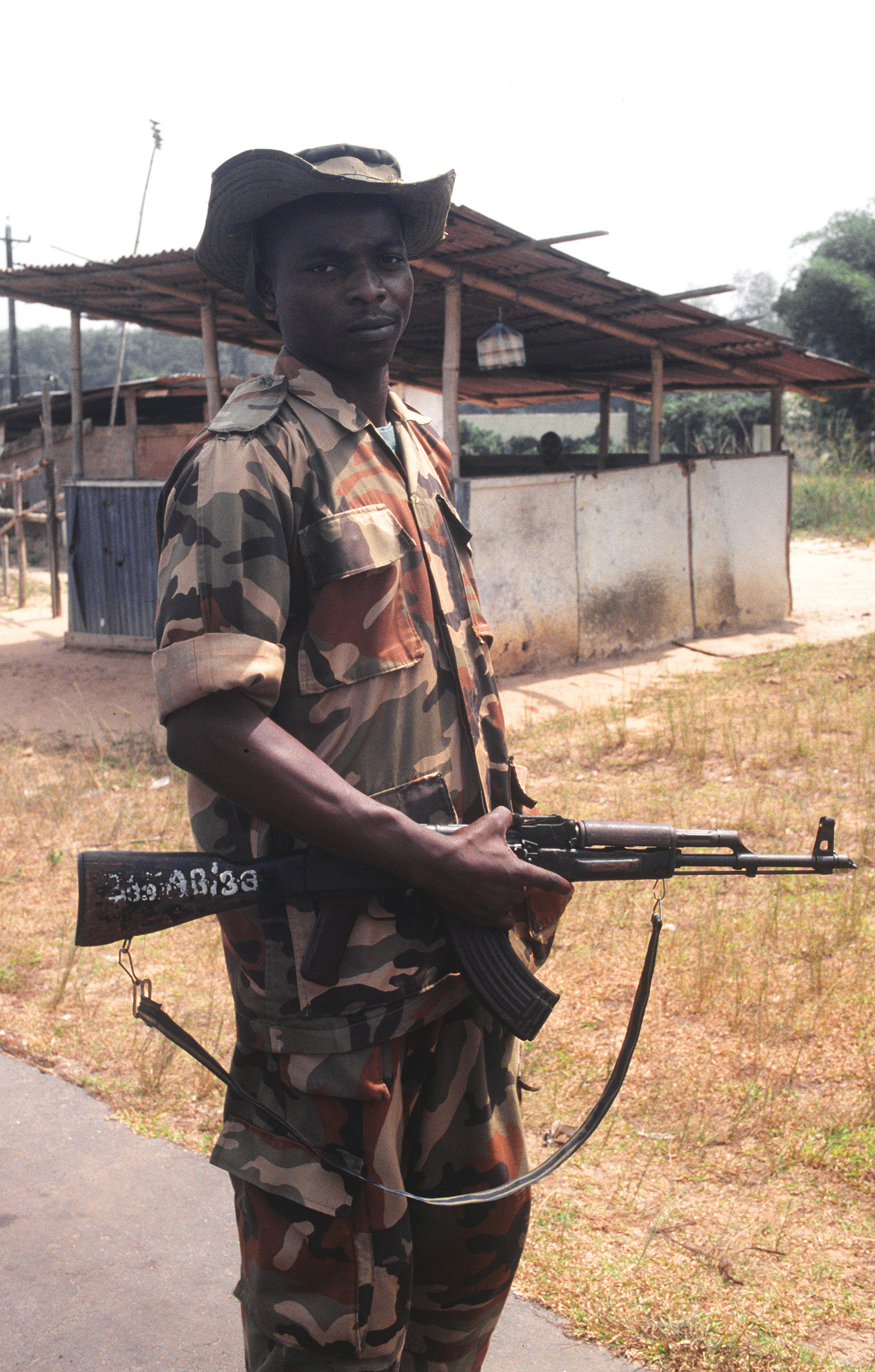
Un casque blanc de l’ECOMOG à Monrovia (Liberia) en 1997.

En plus des 2 500 militaires déjà présents sur place, la France procède au renforcement de ses troupes et demande à la CEDEAO d'envoyer des Casques blancs de manière à internationaliser la gestion de la crise.
Le 17 octobre, un cessez-le-feu est signé.
Le 28 novembre, le Mouvement populaire ivoirien du Grand Ouest (MPIGO) et le Mouvement pour la justice et la paix (MJP), deux nouveaux mouvements rebelles, prennent le contrôle des villes de Man et Danané, dans l'Ouest.
Plusieurs raisons ont poussé la France à intervenir :
- respect de l'accord de protection militaire en cas d'attaque étrangère ou de tentative de déstabilisation de la Côte d'Ivoire ; les rebelles, bien qu'Ivoiriens, sont considérés par le gouvernement de Côte d'Ivoire comme des étrangers ;
- protection des ressortissants français et occidentaux ;
- protection des biens des ressortissants français (la moitié des PME sont détenues par des Français) ;
- le souvenir du génocide au Rwanda, lors duquel l'intervention internationale a été reconnue comme trop tardive par rapport à l'ampleur des massacres.

Malgré l'affichage de toutes ces raisons, les détracteurs de l'intervention estimèrent qu'elles s'apparentaient à du néocolonialisme.
La France considère que les rebelles s'insurgent contre une humiliation. Cette humiliation serait liée au fait que le Nord est désertique alors que le Sud est plus riche car fertile et côtier. La discrimination ethnique et religieuse est également un facteur de rébellion. La notion d'ivoirité cristallise le problème. Pour Laurent Gbagbo, il s'agit d'anciens militaires, soutenus par une ingérence du Burkina Faso, qui souhaite déstabiliser la région même s’il explique désormais la crise aussi par la différence de religion.
La principale différence d'interprétation porte sur la reconnaissance d'une cause juste à défendre. La conséquence en est que Paris souhaite la réconciliation quand le gouvernement de la Côte d'Ivoire souhaite une répression militaire.

### Les accords de Linas-Marcoussis (dits «Kléber»)
Pour tenter un rapprochement, les parties en conflit sont invitées par la France, à Linas-Marcoussis (dans les locaux du centre national du rugby), pour y trouver un compromis pour sortir de la crise. Le 26 janvier 2003, les accords de Linas-Marcoussis (dits « Kléber »), sont signés et prévoient que :
- le président Gbagbo est maintenu au pouvoir jusqu'à de nouvelles élections ;
- les opposants sont invités dans un gouvernement de réconciliation et obtiennent les ministères de la Défense et de l'Intérieur ;
- des soldats de la CEDEAO et 4 000 soldats français de l'opération Licorne sont placés entre les belligérants pour éviter une reprise du conflit.

Dès le 4 février, des manifestations anti-françaises ont lieu à Abidjan en soutien à Laurent Gbagbo qui déclare avoir eu la main forcée après s'être engagé solennellement à Paris à faire appliquer ces accords, unique solution à la crise. La fin de la guerre civile est proclamée le 4 juillet. Une tentative de putsch, organisée depuis la France par Ibrahim Coulibaly, est déjouée le 25 août par les services secrets français.
Le 27 février 2004, dans sa résolution 1528, le Conseil de sécurité des Nations unies autorise la formation de l'Opération des Nations unies en Côte d'Ivoire (ONUCI), qui regroupe les forces françaises et celle de la CEDEAO (l'ECOMOG), pour une durée initiale de douze mois à compter du 4 avril 2004.
Le 4 mars, le PDCI suspend sa participation au gouvernement, étant en désaccord avec le FPI (parti de Laurent Gbagbo) sur des nominations au sein d'administrations et d'entreprises publiques.
Le 25 mars, une marche pacifique organisée pour protester contre le blocage des accords de Linas-Marcoussis, alors que les manifestations sont interdites par décret depuis le 18, est réprimée par les forces armées, épaulée par la police et les Jeunes patriotes : il y a 37 morts selon le gouvernement, entre 300 et 500 selon le PDCI d'Henri Konan Bédié. Cette répression provoque le retrait de plusieurs partis d'opposition du gouvernement. Le rapport de l'ONU du 3 mai révèle l'implication des hautes autorités de l'État ivoirien et estime le bilan à au moins 120 morts.
En avril, les forces loyalistes effectuent plusieurs bombardements dans l'Ouest du pays qui tuent des civils. Le gouvernement de réconciliation nationale, composé de 44 membres à l'origine, est réduit à quinze après le limogeage de trois ministres dont Guillaume Soro, chef politique des rebelles, le 6 mai. Cela entraîne la suspension de la participation au gouvernement d'union nationale de la plupart des mouvements politiques.
La France est dès lors dans une situation de plus en plus inconfortable, accusée par les deux camps de favoriser l'autre :
- par les loyalistes parce qu'elle protège les rebelles et n'applique pas les accords de défense passés avec la Côte d'Ivoire ;
- par les rebelles parce qu'elle empêche la prise d'Abidjan.

Le 26 juin, un militaire français est tué dans son véhicule par un soldat gouvernemental près de Yamoussoukro.
En juillet, un sommet à Accra au Ghana rassemblé par l'ONU relance le processus de paix en donnant un nouveau calendrier.

### Les exactions et crimes commis depuis 2002
Bien que le Nord de la Côte d'Ivoire soit considéré par les rebelles comme libéré, de nombreuses exactions ont été commises un peu partout. Plusieurs charniers et fosses communes ont été trouvés par l'ONU et des organisations non gouvernementales comme Amnesty International.
Parallèlement à cela, les rebelles mettent à sac les banques de la Banque centrale des États de l'Afrique de l'Ouest (BCEAO) à Bouaké et à Korhogo. Bien que le butin ne soit pas connu avec précision, il est estimé à plusieurs milliards de francs CFA (un milliard de francs CFA = un million et demi d'euros). Plusieurs militaires français de l'opération Licorne sont arrêtés pour avoir ramassé des sacs remplis de billets abandonnés par les pillards.
Dans la zone contrôlée par le gouvernement, de nombreux massacres d'étrangers ont eu lieu. Les disparitions signalées aux forces de l'ordre ne donnent généralement pas lieu à des enquêtes. Tous les partis politiques d'opposition et les syndicats déplorent la disparition de plusieurs de leurs militants, disparition attribuée aux Escadrons de la mort, composés de militaires, policiers et miliciens. D'un autre côté, les détentions arbitraires et sans jugement se multiplient.
Les viols sur les femmes ou sur les enfants sont extrêmement nombreux, souvent accompagnés d'actes de barbarie, sur tout le territoire de la Côte d'Ivoire. Les forces de police se sont rendues responsables de torture. Plusieurs communautés religieuses (notamment musulmanes) sont victimes d'exactions dans le Sud du pays.
Des combats ont opposé des factions rebelles à Korhogo et à Bouaké en 2004. Entre 230 et 500 partisans du chef rebelle Ibrahim Coulibaly ont été exécutés par des miliciens des Forces nouvelles, dirigées par Guillaume Soro. Plusieurs dizaines de victimes sont mortes par suffocation dans un container placé au soleil. Certains cadavres ont été retrouvés les mains ligotées, d’autres portaient à la tête un impact de balle ou avaient été amputés de certains membres, autant de marques d’exécutions sommaires.

## La reprise de la guerre (octobre 2004)

### Facteurs de reprise
Le « chronogramme » des accords d'Accra III n'est pas respecté. Les projets de lois prévus dans le processus sont bloqués par le FPI à l'Assemblée nationale. Les conditions d'éligibilité pour le scrutin présidentiel ne sont pas revues car Laurent Gbagbo décide de choisir une procédure référendaire et non la voie des ordonnances, conformément aux accords d'Accra. Devant le blocage politique, le désarmement dont le début est prévu quinze jours après ces modifications constitutionnelles ne s'engage pas à la mi-octobre.
La tension remonte et des signes indiquent que les deux camps désirent en découdre à nouveau. Des soldats de l'ONU ouvrent le feu sur des manifestants favorables au désarmement des rebelles le 11 octobre. Les rebelles, qui ont pris le nom de Forces nouvelles (FN), annoncent le 13 octobre leur refus de se laisser désarmer. Le 28 octobre, elles décrètent l'état d'urgence dans le Nord du pays.

### L'opérationDignité
Abidjan décide d’une contre-offensive, baptisée opération Dignité (parfois appelée opération César). Un film de propagande soutient que cette opération s'est faite avec l'accord de l'Élysée, mais sur ce point, les commentateurs politiques ne sont pas d'accord. Plus probablement, les autorités auraient été informées des intentions de Laurent Gbagbo, auraient tenté en vain de l'en dissuader mais auraient renoncé à s'opposer à son projet. Paris aurait obtenu du colonel Mangou, chargé des opérations militaires à Yamoussoukro, qu’il l’informe à l’avance des cibles qui allaient être frappées pour permettre à ses soldats de se mettre à l’abri.
La responsabilité de la prise de décision du bombardement n’est toujours pas établie, à Abidjan on laisse entendre que ce serait le CEM général Mangou Philippe. Le 4 novembre, l'aviation récente des FANCI commence des bombardements sur Bouaké. Des combats opposent les forces terrestres les jours suivants mais les FANCI ne parviennent pas à percer. Au total, les Forces nouvelles annoncent la mort de 85 civils dans les bombardements du 4 au 6 novembre.

### Les journées des 6 au 9 novembre 2004
Le 6 novembre, un des deux chasseurs bombardiers Soukhoï Su-25 de l'aviation ivoirienne (piloté par des mercenaires biélorusses) bombarde (selon le gouvernement ivoirien par erreur, mais aux yeux de certains experts, le Soukhoï n'a pu larguer ses roquettes à l'insu du président ivoirien, d'autres n'excluant pas que celui-ci ait été « grillé » par les faucons du premier cercle) la base française de Bouaké (2e RIMa, RICM et 515e régiment du train) faisant neuf morts et 37 blessés parmi les soldats français et un civil américain appartenant à une ONG. Les forces françaises ripostent en détruisant les deux Soukhoï ainsi que trois Mil Mi-24 et un Mil Mi-8 postés sur la base de Yamoussoukro, quinze minutes après l'attaque,.
Jacques Chirac, le président français, donne l'ordre de riposter en détruisant également tous les moyens aériens militaires ivoiriens. Cette action a pour objectif d'empêcher toute nouvelle attaque des FANCI contre les rebelles, contraire aux accords de Linas-Marcoussis, et également d'empêcher toute nouvelle attaque contre les positions françaises.
Une heure après l'attaque sur le camp des forces françaises, des combats éclatent entre les militaires français et ivoiriens pour le contrôle de l'aéroport d'Abidjan, essentiel pour la France de manière à établir un pont aérien.
Dans le même temps, l'Alliance des jeunes patriotes d'Abidjan (voir Politique en Côte d'Ivoire pour plus de détails sur les Jeunes patriotes), envoie ses troupes, attisées par les médias d'État (radio, télé mais aussi des journaux comme Le Courrier d'Abidjan ou Notre Voie), qui pillent de nombreux biens immobiliers. Des viols, des passages à tabac sont recensés, peut-être des meurtres par les Jeunes patriotes, qui exposent explicitement leur idéologie raciste. D'après la CCI d'Abidjan, les entreprises détenues par des Français, des Occidentaux, des Libanais ou des Ivoiriens ont été détruites ; les témoignages d'entrepreneurs ivoiriens ou libanais restés sur place s'accordent pour décrire des « pillages planifiés, ciblés et encadrés » et préciser que des militaires y participaient (Pierre Daniel, dirigeant du Mouvement des PME). Les médias d'opposition ou indépendants sont mis à sac. Plusieurs centaines d'Occidentaux, principalement des Français, se réfugient sur les toits de leurs immeubles pour échapper à la foule, ils sont alors évacués par des hélicoptères de l'Armée française.
Moins de vingt-quatre heures après le bombardement à Bouaké du Régiment d'infanterie et de chars de marine (RICM), celui-ci est envoyé sur Abidjan en proie à la violence. Dans la nuit du 7 au 8, le détachement, 300 hommes à bord d'une cinquantaine de véhicules blindés atteint Abidjan avec pour mission de sécuriser l'hôtel Ivoire qui est un des points de regroupement pour les évacuations des ressortissants français et européens des quartiers au nord de la lagune. Mais la colonne de blindés s'égare et se retrouve face à la résidence du président Gbagbo. Elle fait demi-tour mais la rumeur d'un coup d'Etat contre le Président ivoirien est lancée, alimentée par les médias pro-Gbagbo. La foule afflue devant l'hôtel.
Les militaires français, assiégés par une foule non-armée devant l'hôtel Ivoire, ouvrent le feu. Ces tirs auraient fait une soixantaine de morts et plus d’un millier de blessés,. Cette version, contestée par les soldats français qui admettent « une vingtaine de morts militaires et civils » et affirment n’avoir pas tiré à balles réelles sur la foule (mais à balles en caoutchouc de type « gomme-cogne »), a certainement renforcé le sentiment anti-français des jeunes patriotes ivoiriens. Le Gouvernement ivoirien mènera une opération de communication visant à démontrer des tirs volontaires sur cette foule, en présentant une vidéo amateur tournée pendant les tirs, montrant la foule paniquée.
La France envoie en renfort six cents hommes venant du Gabon et de France.
À partir de la semaine du lundi 8 novembre, certains expatriés, surtout occidentaux (principalement des Français ou des Libanais, mais aussi des Marocains, des Allemands, des Espagnols, des Britanniques, des Néerlandais, des Canadiens et des Américains) choisissent de partir de Côte d'Ivoire, pour certains définitivement.
Le 13 novembre, le président de l'Assemblée nationale, Mamadou Koulibaly (FPI), déclare que le gouvernement ivoirien ne porte aucune responsabilité dans le bombardement du samedi précédent (le 6 novembre) et annonce l'intention de porter plainte devant la Cour internationale de justice (intention répétée le 28 novembre mais finalement non mise à exécution) :
- pour la destruction des moyens aériens de l'armée ivoirienne ;
- pour la répression des manifestations du 6 au 9 par l'armée française qui aurait fait plusieurs dizaines de morts (le chef d'état-major français Bentégeat reconnaît des morts parmi les Ivoiriens dès le soir du 7 novembre).

Le même jour, dans un entretien accordé au Washington Post, Laurent Gbagbo remet en cause l'existence même des morts français à Bouaké.
À la menace de plainte de Mamadou Koulibaly répond une plainte officielle déposée en France par l'association Comité du 22 avril 1988 à la mémoire des gendarmes d'Ouvéa pour « homicides volontaires avec préméditation et blessures volontaires avec armes et en réunion » contre Laurent Gbagbo, le colonel Philippe Mangou, commandant de l'opération de bombardement et depuis promu chef d'état-major des FANCI, ainsi que les pilotes des Soukhoï Su-25.
Le 15 novembre, le Conseil de sécurité des Nations unies, à la demande de la France, prend à l'unanimité la résolution 1572, interdisant le commerce des armes avec l'une ou l'autre des deux parties belligérantes, rebelles du Nord ou forces gouvernementales. Plusieurs pays africains ont rendu plus sévère cette interdiction.

#### L'appel du 6 novembre
Charles Blé Goudé et le COJEP prennent la parole dans les studios de la RTI. Blé Goudé déclare à la Première et TV2 : « Si vous êtes en train de manger, arrêtez-vous. Si vous dormez, réveillez-vous. Tous à l’aéroport, au 43e BIMa. L’heure est venue de choisir entre mourir dans la honte ou dans la dignité »,.
À la suite de cet appel, plusieurs actions sont entreprises :
- multiples manifestations aux points stratégiques ;
- bouclier humain autour de Laurent Gbagbo ;
- soutien à Laurent Gbagbo.

### Départs des étrangers
Au 13 novembre, 2 600 expatriés français étaient revenus en France ainsi que 1 600 expatriés européens. Au 17 novembre, 8 332 Français (sur les 14 000 présents début novembre) avaient quitté la Côte d'Ivoire. Les opérations d'évacuation ont coûté environ cinq millions d'euros.
Jean-Louis Billon (président de la Chambre de commerce et d'industrie de Côte d'Ivoire) lors d'un entretien sur la radio de l'ONUCI déclare que « les entreprises ivoiriennes sont touchées » et le départ de plusieurs entreprises détenues par des étrangers risque d'avoir des impacts importants sur l'économie et le chômage en Côte d'Ivoire.
Bien que la Côte d'Ivoire reste le premier producteur mondial de cacao, le départ de plusieurs milliers d'étrangers de Côte d'Ivoire et la fermeture de leurs entreprises risque de priver le pays de nombreuses recettes fiscales. Les troubles empêchent de plus l'exportation de ces denrées périssables ou les renchérissent : au sud comme au nord, les camions sont rançonnés.

### Reprise du processus de paix
Courant décembre, le président Gbagbo relance le processus de modification de la Constitution prévu dans les différents accords, de Linas-Marcoussis comme d'Accra III. Le 17 décembre, le projet est adopté par l'Assemblée nationale, 179 députés ayant voté oui contre 19 députés ayant voté non. Cette modification ne porte que sur un mot de l'article 35 ; la phrase « Le candidat doit […] être exclusivement de nationalité ivoirienne, né de père et de mère ivoirien d’origine » devenant « Le candidat doit […] être exclusivement de nationalité ivoirienne, né de père ou de mère ivoirien d’origine » ce qui ouvre la candidature à l'élection présidentielle d'Alassane Ouattara. Le dépôt de projet de loi dans le courant de la semaine avait permis de repousser les sanctions de l'ONU contre les personnes responsables de l'échec du processus de paix ; ces sanctions (gel des avoirs, interdiction de quitter la Côte d'Ivoire) seront examinées le 10 janvier 2005.
Il interdit de même les manifestations jusqu'au 10 mars alors que les Jeunes patriotes annonçaient pour samedi 18 mars un défilé réclamant le départ de la Force Licorne. Cette interdiction touche de même les organisations de jeunesse des autres partis qui avaient prévu un meeting le même jour afin de soutenir l'action de la France. Son discours à l'hôtel Ivoire qui accueillait la Confédération des jeunesses panafricaines (COJEP) est par contre très martial (18 décembre).
Le butin des pillages de la BCEAO par des rebelles est en partie saisi au Mali où les auteurs tentent de blanchir cet argent. Par ailleurs trois militaires français qui avaient pris dans les décombres de cette banque des billets démonétisés (perforés) sont arrêtés et jugés en France. La BCEAO a en effet lancé une opération de démonétisation des billets « type 92 » qui expirent le 31 décembre.
Ce retour à la normale sera cependant rendu difficile par la fragilisation du tissu économique après deux ans de guerre et quatre jours d'émeutes à Abidjan. D'après Jean-Louis Billon, président de la Chambre de commerce et d'industrie, 78 grosses entreprises sont totalement détruites, 20 ont choisi de quitter la Côte d'Ivoire et 106 n'ont pas encore rouvert leurs portes. Quant à Daniel Bréchat, président du Mouvement des petites et moyennes entreprises (MPME), il estime que sur 500 PME adhérentes, 120 ont disparu corps et bien.
De plus, le camp Gbagbo détient toujours les principaux médias d'État et continue de les utiliser pour influencer les opinions. Ainsi, le 15 décembre, le ministre des Transports Kobena Anaky (du Mouvement des forces d'avenir, MFA) s'est plaint que son discours ait été tronqué dans un reportage du journal télévisé. Le retour à la neutralité de la Radio télévision ivoirienne (fin de l'occupation du bâtiment par les Jeunes patriotes, arrêt de la diffusion de l'hymne nationaliste l'Ode à la patrie, retour des anciens cadres) s'effectue de la mi-décembre à début janvier 2005.
En novembre 2004, le président sud-africain Thabo Mbeki est mandaté par l'Union africaine comme médiateur. Il établit sa feuille de route autour de cinq points :
1. programme législatif (programme législatif complet excluant l'article 35 de la Constitution sur les conditions d'éligibilité à la présidence de la République, adoption du nouvel article 35, ratification de la législation avec l'appui du Comité de suivi des accords de Linas-Marcoussis ;
2. désarmement (DDR : démobilisation, désarmement, réinsertion des soldats démobilisés) ;
3. création d'un climat propice à des activités politiques libres (restauration de la direction de la Radio télévision ivoirienne, appel aux médias pour qu'ils évitent d'utiliser un langage incitant à la haine, appel aux Jeunes patriotes à quitter la rue, reprise des patrouilles mixtes ONUCI / Forces de défense et de sécurité ivoiriennes) ;
4. fonctionnement du gouvernement de réconciliation nationale (renforcement de la sécurité pour les ministres du gouvernement, retour de tous les ministres au gouvernement, reprise des opérations décisives du gouvernement) ;
5. restauration des services sociaux et redéploiement de l'administration sur tout le territoire.

Courant janvier 2005, alors que la France allège son dispositif, le bruit court que les FANCI sont autorisées à réparer leurs aéronefs endommagés début novembre par l'armée française. Les clarifications de l'ONUCI quelques jours plus tard montrent qu'il ne s'agit que d'un rapatriement des aéronefs vers une base d'Abidjan.

### Bilans des journées de novembre 2004
Cette bonne volonté affichée survient au moment où les bilans des blessés des journées du 6 au 9 novembre et le rapport Leliel commandé par l'ONU sur les atteintes aux droits de l'homme en Côte d'Ivoire depuis le 19 septembre 2002, au moment donc où ces deux rapports sont publiés. Ils sont particulièrement accablants pour les deux bords. Selon le rapport Leliel :
- « le pouvoir ivoirien et la rébellion se sont rendus coupables des pires atteintes aux droits de l’homme » ;
- « la rébellion en revanche s’illustre par des tueries en masse ».

Le décompte des blessés pour les journées du 6 au 11 novembre est le suivant d'après le ministère de la Santé ivoirien (le ministre de la Santé est Albert Mabri Toikeusse, de l'opposition :
- le total est de 2 226 blessés dont 291 par balles (soit 13 %) ;
- 10 % des blessés l'ont été par armes de guerre, balles ou éclats d'obus ;
- l'hôpital de Cocody, voisin de l'hôtel Ivoire, a accueilli 954 blessés dont 71 par balles (soit 7,5 %) ;
- le CHU de Treichville, situé près des ponts d'Abidjan, a accueilli 350 blessés dont 25 par balles ou éclats d'obus (7 %) ;
- l'hôpital de Port-Bouët, proche de l'aéroport où a eu lieu la bataille opposant l'armée française aux FANCI, 350 blessés ont été accueillis dont 167 par armes de guerre (48 %).

Au total, plus de 10 % des blessés l'ont été par l'effet de la manifestation (piétinement, chevrotine, blessures aux armes blanches) ; le ministère de la Santé n’a pas donné de chiffres concernant les morts.
Les bilans dans les autres villes sont :
- 9 morts et 29 blessés dont 21 par balles à Duékoué où des manifestants et des militaires ivoiriens ont tenté de bloquer l'avance d'une colonne de blindés français ;
- 7 tués et 55 blessés (4 par balles) à Gagnoa ;
- 1 mort et 91 blessés (1 par balle) à Abobo (l'armée française n'y était pas présente) ;
- 7 morts et 297 blessés (19 par balles) à Yopougon, un quartier populaire d'Abidjan traversée par l'armée française (entrée Nord d'Abidjan) pour se rendre au sud.

Ce bilan officiel ivoirien n'inclut pas les morts et blessés parmi les expatriés français vivant à Abidjan durant la nuit du samedi 6 novembre. En outre, les événements de cette nuit-là et des jours qui suivirent provoquèrent l'évacuation de plus de 8 000 Occidentaux.

## 2005
Le Mouvement ivoirien de libération de l'ouest de la Côte d'Ivoire (MILOCI) attaque des positions des Forces nouvelles le 28 février et son chef militaire, le pasteur Gammi, promet un nouveau Diên Biên Phu aux Français.
Le président d'Afrique du Sud, Thabo Mbeki, mandaté par l'UA pour résoudre la crise ivoirienne, fait signer aux responsables politiques l'accord de Pretoria le 6 avril puis aux milices un accord de désarmement le 14 mai. Il remet son rapport le 31 août.
En octobre 2005, l'Armée française envoie neuf blindés de transporteurs de troupes AMX10P du 16e bataillon de chasseurs en Côte d'Ivoire. Paradoxalement, au moment où la situation semblait se détendre un peu, après que l'UA officialise le maintien de Laurent Gbagbo au pouvoir. Cette décision pourrait avoir plusieurs origines : la volonté de mieux protéger ses hommes (auparavant, certaines zones en ville n'étaient pas « couvertes » par manque de sécurité) et le sentiment que la situation risque de durer avant de trouver une issue et envisager un retrait.

### Affaire Mahé-Poncet
Le 17 octobre 2005, l’ancien responsable de l’opération Licorne, le général Henri Poncet, est suspendu, mesure exceptionnelle, pour avoir couvert le décès suspect le 13 mai 2005 de Firmin Mahé, impliquant des militaires français. Un communiqué militaire de mai 2005 déclarait que le « dangereux milicien » Firmin Mahé était « mort de ses blessures » après avoir ouvert le feu sur les militaires français qui venaient l’arrêter dans l'Ouest de la Côte d'Ivoire.
Selon la presse et l'armée française, cet Ivoirien « coupeur de route » était recherché pour plusieurs meurtres et viols sur les populations civiles. L'enquête a établi qu'étant blessé par balle lors de son arrestation, il est étouffé avec un sac en plastique par des militaires français durant son transfert vers l'hôpital. Les militaires accusés d'avoir commis le meurtre ont prétendu avoir agi sur ordre de leur colonel qui a affirmé avoir transmis un ordre oral du général Poncet, ce que conteste ce dernier. Aucune information n'a filtré sur les crimes qui seraient reprochés depuis plus d'un an à Firmin Mahé. Son entourage et la presse pro-FPI d'Abidjan contestent qu'il en ait commis aucun et affirment que Firmin Mahé a été abattu à cause de son engagement politique contre la rébellion.
Il semblerait que le général Poncet était au courant que la version officielle n'était pas exacte et aurait couvert ses hommes. Des interrogations se font dans les médias sur les motivations réelles du gouvernement français. Est-ce vraiment pour la mort de cet Ivoirien et non pas pour les événements de novembre 2004 autour de l'hôtel Ivoire à Abidjan que le général Poncet aurait été suspendu ?
Une certaine confusion a été entretenue autour du cas de Nestor Mahé, homonyme de Firmin Mahé, et qui aurait été arrêté par l'armée française la veille de la mort de Mahé. Remis une première fois à la justice ivoirienne qui l'aurait relâché faute de plainte à son sujet, Nestor a été livré aux rebelles qui l'ont incarcéré.
Plus de deux ans après les faits, l'armée française n'a toujours pas donné de précisions (identité des victimes, témoignages, dates et lieux) sur les faits qui seraient reprochés à Firmin Mahé. Une enquête menée par le journal Le Monde semble indiquer que les accusations de meurtre et de viol à son encontre reposent exclusivement sur les propos d'Adèle Dito, adjointe au maire de Bangolo. Cette personne a été exfiltrée en France. Selon Le Canard enchaîné du 25 juillet 2007 : « Le problème, c’est qu’Adèle Dito, interrogée par la juge sur la personnalité de Mahé, a expliqué dans son audition, le 21 novembre, qu’elle ne connaissait pas « l’identité exacte de cette personne », qu’elle ne l’a « jamais vue physiquement » mais que, « d’après des rumeurs », c’était un bien mauvais garçon. »
Les journalistes du Monde ont également retrouvé le corps de Mahé dont l'armée française avait perdu la trace mais les résultats de l'autopsie n'ont pas été rendus publics.
Le procès de l'affaire Mahé, jugé par la cour d'assises de Paris en décembre 2012, débouche sur un non-lieu pour le général, cinq ans de prison avec sursis pour le colonel, quatre ans de prison avec sursis pour le militaire ayant étouffé Mahé, un an de prison avec sursis pour le militaire ayant tenu Mahé pendant l'étouffement, et l'acquittement du militaire conduisant le véhicule.

### Attaque
Une caserne de gendarmerie d’Abidjan est attaquée le 1er décembre.

## 2006
De nouveaux combats ont lieu début janvier : le 2, des casernes d’Abidjan sont attaquées par des rebelles qui sont repoussés avec des pertes.
Après un report de 24 heures, un sommet extraordinaire réunissant tous les protagonistes de la crise ivoirienne — la première rencontre en terre ivoirienne des principaux dirigeants depuis le début de la guerre civile, en septembre 2002 — s'est ouvert le 28 février 2006 à Yamoussoukro, la capitale du pays, en présence du président de la République Laurent Gbagbo, du Premier ministre Charles Konan Banny, du chef des rebelles Guillaume Soro et des dirigeants des deux principaux partis d'opposition, l'ex-Premier ministre Alassane Ouattara et l'ancien chef de l'État Henri Konan Bédié. Cette rencontre suscite de grands espoirs dans la population qui souhaite que soit trouvée rapidement une issue au conflit.

## 2007

### Accords de Ouagadougou

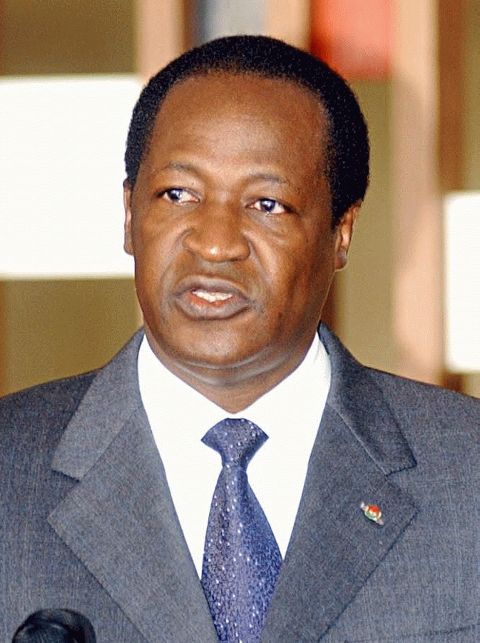
Le « facilitateur », Blaise Compaoré.

Le 4 mars, de nouveaux accords de paix sont signés à Ouagadougou. À la différence des précédents accords, un dialogue direct s'est établi entre les deux parties avec comme seuls négociateurs externes le président Blaise Compaoré et la communauté catholique Sant'Egidio qui a œuvré très discrètement depuis les accords de Linas-Marcoussis.
Cet accord a conduit le président Gbagbo à nommer le 29 mars Guillaume Soro chef d'un gouvernement de transition dont la liste des membres est fixée par décret le 7 avril. Dans la perspective d'une sortie de crise, une ordonnance est publiée le 12 avril. Elle proclame une amnistie sauf pour les infractions économiques. Un des principaux points est une procédure de révision des listes électorales qui devraient permettre l’inscription de trois millions de nouveaux électeurs. Un centre de commandement intégré regroupant les forces armées gouvernementales et rebelles est notamment créé.
La « zone de confiance » (de séparation entre zone rebelle et zone loyaliste) est progressivement démantelée à partir du 16 avril, comme prévu dans ces accords.

### Attentat du 29 juin
Le 29 juin 2007, Guillaume Soro (Premier ministre ivoirien) échappe à un attentat à la roquette lors de l'atterrissage de l'avion dans lequel il était à Bouaké. Quatre passagers sont décédés (deux gardes du corps de Soro et deux membres du protocole) et plusieurs sont grièvement blessés.

### Flamme de la paix
Le 30 juillet 2007, pour sceller la paix en Côte d'Ivoire, la cérémonie de la Flamme de la paix est organisée pour la première fois. Ce jour est décrété férié dans le calendrier ivoirien.

## Citation
- « Les Burkinabés vivent en ce moment en Côte d'Ivoire ce qu'aucun Africain ne vit en Europe. »

Déclaration du président de la République sénégalais Abdoulaye Wade lors de l'ouverture le 22 janvier 2001 à Dakar d’un forum sur le « racisme, la xénophobie et l’intolérance ». L'exaspération de la situation économique désastreuse ne peut être qu'un élément catalyseur des comportements xénophobes des Ivoiriens et des sentiments d'« ivoirophobie » des étrangers vivants en Côte d'Ivoire.

## Chronologie
- 7 décembre 1993 : mort de Félix Houphouët-Boigny. Aimé Henri Konan Bédié, alors président de l'assemblée, lui succède.
- 8 décembre 1994 : une révision du Code électoral impose aux candidats à la présidence de prouver leur ascendance ivoirienne, garante de leur citoyenneté, alors que pendant la période Houphouët-Boigny, les cartes d’identité leur avaient été largement distribuées.
- 22 octobre 1995 : contre un seul candidat (les autres candidats sont refusés par la Cour suprême ou ont boycotté l'élection), Henri Konan Bédié est élu président de la Côte d'Ivoire avec 96,44 % des voix.
- 24 décembre 1999 : Aimé Henri Konan Bédié est renversé par l'armée à cause d'une réforme de la Constitution qui lui aurait permis de se présenter jusqu'à l'âge de 75 ans.
- 23 juillet 2000 : le général Robert Gueï prend le pouvoir et une nouvelle Constitution est adoptée par référendum. Elle stipule que seuls les Ivoiriens nés de parents ivoiriens peuvent se présenter à une élection présidentielle. Une vaste « campagne d'identification », destinée à définir la véritable citoyenneté des Ivoiriens, est entamée.
- 26 octobre 2000 : après des affrontements entre pro-Ouattara et pro-Gbabgo dus au fait qu'Ouattara n'a pas pu se présenter, Laurent Gbagbo est élu président contre Robert Guei, 14 des 20 candidatures n'ont pas été acceptées par la Cour suprême.
- 19 septembre 2002 : une tentative de coup d'État par les rebelles a lieu de manière simultanée à Abidjan (principale ville du pays et siège du gouvernement), Bouaké (centre) et Korhogo. Trois cents personnes, parmi lesquelles des syndicalistes, étudiants, communistes, des membres de l'opposition et du gouvernement, et des étrangers, ont été assassinées à l'automne 2002 principalement par les forces du gouvernement et par des milices pro-gouvernementales. La France intervient le 22 pour protéger les Français, mais elle fournit des moyens militaires à l'armée loyaliste.
- 28 novembre 2002 : le Mouvement populaire ivoirien du Grand Ouest (MPIGO) et le Mouvement pour la justice et la paix (MJP), deux nouveaux mouvements rebelles, prennent le contrôle des villes de Man et Danané, dans l'Ouest. La France pousse à la négociation alors que rebelles et Gbagbo ne pensaient qu'à en découdre.
- 26 janvier 2003 : les accords de Linas-Marcoussis entre rebelles et pouvoir sont signés et prévoient que :
  - le président Gbagbo est maintenu au pouvoir jusqu'à de nouvelles élections ;
  - les opposants sont invités dans un gouvernement de réconciliation et obtiennent les ministères de la Défense et de l'Intérieur ;
  - des soldats de la CEDEAO et 4 000 soldats français de l'opération Licorne sont placés entre les belligérants pour éviter une reprise du conflit.
- 6 novembre 2004 : bombardement de Bouaké. L'aviation ivoirienne bombarde (selon le gouvernement ivoirien par erreur) la base française de Bouaké, faisant neuf morts et 37 blessés. Les Français détruisent alors les bases militaires de l'armée loyaliste pour éviter qu'elle n'attaque les rebelles ou encore les Français. En fait, les loyalistes voulaient lancer des offensives en terrain rebelle mais les Français les en empêchaient. Le sentiment anti-étranger monte encore et on assiste à des lynchages. Les processus de paix reprennent au bout de quelques semaines.
- 4 mars 2007 : accords de Ouagadougou, l'amnistie est signée entre les rebelles et leur représentant, Guillaume Soro, et le pouvoir de Gbagbo.